# Gonarthrus cylindricus
Gonarthrus cylindricus är en tvåvingeart som först beskrevs av Mario Bezzi 1906.  Gonarthrus cylindricus ingår i släktet Gonarthrus och familjen svävflugor. Inga underarter finns listade i Catalogue of Life.